# 1341 Edmee
Edmee (asteróide 1341) é um asteróide da cintura principal com um diâmetro de 27,49 quilómetros, a 2,5355457 UA. Possui uma excentricidade de 0,0757776 e um período orbital de 1 659,71 dias (4,55 anos).
Edmee tem uma velocidade orbital média de 17,98230111 km/s e uma inclinação de 13,0901º.
Esse asteróide foi descoberto em 27 de Janeiro de 1935 por Eugène Delporte.